# 2746 Hissao
A 2746 Hissao (ideiglenes jelöléssel 1979 SJ9) a Naprendszer kisbolygóövében található aszteroida. Nyikolaj Sztyepanovics Csernih fedezte fel 1979. szeptember 22-én.